# Światowa Federacja Międzynarodowych Konkursów Muzycznych
Światowa Federacja Międzynarodowych Konkursów Muzycznych (WFIMC) – organizacja łącząca konkursy muzyczne w zakresie muzyki poważnej. Została założona w 1957 roku i obecnie zrzesza ok. 120 najbardziej renomowanych konkursów. Posiada siedzibę w Genewie.

## Niektóre konkursy w Federacji

### Polskie
Do Federacji należy sześć konkursów w Polsce:
- Międzynarodowy Konkurs Pianistyczny im. Fryderyka Chopina w Warszawie (członek założyciel)
- Międzynarodowy Konkurs Skrzypcowy im. Henryka Wieniawskiego w Poznaniu (członek założyciel)
- Międzynarodowy Konkurs Dyrygentów im. Grzegorza Fitelberga w Katowicach (od 1982)
- Międzynarodowy Konkurs Wiolonczelowy im. Witolda Lutosławskiego w Warszawie (od 2000)
- Międzynarodowy Konkurs Pianistyczny im. Ignacego Jana Paderewskiego w Bydgoszczy[1] (od 2010)
- Międzynarodowy Konkurs Wokalny im. Stanisława Moniuszki w Warszawie (od 2019)

### Zagraniczne
- Międzynarodowy Konkurs Bachowski w Lipsku (od 1965)
- Międzynarodowy Konkurs Muzyczny im. Marii Canals w Barcelonie (od 1958)
- Międzynarodowy Konkurs Pianistyczny im. Ferruccio Busoniego w Bolzano (od 1957)
- Międzynarodowy Konkurs Muzyczny w Genewie (od 1957)
- Międzynarodowy Konkurs Muzyczny im. Królowej Elżbiety Belgijskiej w Brukseli (od 1957)
- Międzynarodowy Konkurs Wokalny w ’s-Hertogenbosch
- Międzynarodowy Konkurs Pianistyczny im. Van Cliburna w Fort Worth
- Międzynarodowy Konkurs im. Marguerite Long i Jacques’a Thibaud